# Episodi di New Tricks - Nuove tracce per vecchie volpi (nona stagione)
La nona stagione di New Tricks - Nuove tracce per vecchie volpi è composta da 10 episodi.
| nº | Titolo originale             | Titolo italiano | Prima TV UK       | Prima TV Italia |
| -- | ---------------------------- | --------------- | ----------------- | --------------- |
| 1  | A Death in the Family        |                 | 27 agosto 2012    |                 |
| 2  | Old School Ties              |                 | 3 settembre 2012  |                 |
| 3  | Queen and Country            |                 | 10 settembre 2012 |                 |
| 4  | The Girl Who Lived           |                 | 17 settembre 2012 |                 |
| 5  | Body of Evidence             |                 | 24 settembre 2012 |                 |
| 6  | Love Means Nothing in Tennis |                 | 1 ottobre 2012    |                 |
| 7  | Dead Poets                   |                 | 8 ottobre 2012    |                 |
| 8  | Blue Flower                  |                 | 15 ottobre 2012   |                 |
| 9  | Port of a Whole              |                 | 22 ottobre 2012   |                 |
| 10 | Glasgow UCOS                 |                 | 29 ottobre 2012   |                 |